# Calle 34–Estación Penn (línea de la Octava Avenida)
La Calle 34–Estación Penn es una estación en la línea de la Octava Avenida del Metro de Nueva York de la B del Brooklyn-Manhattan Transit Corporation. La estación se encuentra localizada en Midtown Manhattan entre la Calle 42 y la Octava Avenida. La estación es servida las 24 horas por los trenes del Servicio  y  y todo el día a excepción de la madrugada en el Servicio .